# Frédéric Tonolli
Frédéric Tonolli, né à Clamart le 21 avril 1959, est un cadreur, réalisateur de documentaires et écrivain français. 

## Biographie
Né d'un père italien et d'une mère arménienne, Frédéric Tonolli a passé la majeure partie de son enfance à Villebon sur Yvette, commune dans laquelle il réside toujours. Il est marié, père de trois enfants et grand-père d'un petit-fils.  
Frédéric Tonolli a filmé et réalisé de nombreux documentaires pour les chaînes publiques de la télévision française, collaborant en outre à des émissions comme Faut pas rêver, Thalassa ou Envoyé spécial. 
Il a reçu le Prix Albert-Londres en 1996 pour Les Seigneurs de Behring. 
Il a réalisé pour France 5 en 2009 une série de documentaires de quatre épisodes intitulée Le Secret des 7 sœurs retraçant près d'un siècle de géopolitique du pétrole, de la Norvège à l'Irak. 
De 2011 à 2014, il a réalisé une nouvelle série de quatre documentaires sur des histoires d'amour dans des villes en guerre : Sarajevo, mon amour  conte la romance tragique entre un serbe et une bosniaque, Berlin, mon amour est l'histoire d'un couple séparé par le Mur de Berlin, Bagdad, mon amour parle d'un soldat américain et d'une infirmière irakienne et Belfast, mon amour revient sur deux jeunes amoureux catholiques d'Irlande du Nord.

## Filmographie
- 1994 : Le Sang des montagnes
- 1995 : Les Seigneurs de Behring (coréalisateur : Patrick Boitet)
- 1999 : Profession Profiler, Micky et le vent noir
- 2003 : Les 9 lunes de Behring
- 2005 : La Poudrière du Caucase, mes petits papiers d’Arménie
- 2006 : Peuples de l'eau
- 2008 : Upside down, les Arctiques
- 2008 : Les Enfants de la baleine
- 2009 : La Mort d'un peuple
- 2009 : Le Secret des 7 sœurs, série documentaire de quatre épisodes de 52 minutes
- 2011 : Sarajevo, mon amour
- 2012 : Bagdad Taxi
- 2013 : Berlin, mon amour
- 2013 : Syrie, les enfants de la liberté
- 2013 : Bagdad, mon amour
- 2014 : Belfast, mon amour
- 2014 : André Mare, carnets de guerre d'un caméléon
- 2014 : Normandie-Niemen
- 2017 : Le faussaire de Vermeer (France, 53 min)[1]
- 2018 : Guyane : les jardiniers de l'exil (France, Arte GEIE / Sunset Presse – 24:36)[2]
- 2020 : Pris au piège : Le Bataclan, 54 min
- 2021: Si rien n'est impossible
- 2021 : Poutine - Le retour de l'Ours, 55 min

## Ouvrage documentaire
- 2007 : Les Enfants de la baleine, Éditions la Martinière
- 2012 : L'inavouable histoire du pétrole. Le secret des 7 sœurs, Éditions la Martinière

## Récompenses
- 1995 : Grand Prix du FIGRA pour Le Sang des montagnes
- 1996 : Prix Albert-Londres pour Les Seigneurs de Behring
- 2007 : Prix de la meilleure image du FIGRA (Festival International du Grand Reportage d’Actualité) pour Les Enfants de la baleine
- 2012 : Prix Olivier Quemener/Reporters Sans Frontières du FIGRA (Festival International du Grand Reportage d'actualité) pour Sarajevo mon amour